# Kutir-Nahhunte III
Kutir-Nahhunte III est un roi élamite ayant régné de 1155 ou 1153 à 1150 av. J.-C. Il succède à son père Shutruk-Nahhunte Ier.
Il prend de l'importance dès les dernières années du règne de son père, qu'il seconde dans ses campagnes en Basse-Mésopotamie. Après la prise de Babylone, il est placé sur le trône de la cité, qu'il gouverne au nom de son père. Lors du décès de celui-ci, il doit rentrer en Élam, ce qui fournit l'occasion à un membre de la dynastie kassite, Enlil-nadin-ahi, de reprendre Babylone. Il y reste trois ans, le temps pour Kutir-Nahhunte de reprendre la ville et d'achever définitivement la dynastie kassite. Après cela, le roi élamite meurt au bout de cinq ans de règnes seulement, et son frère Shilhak-Inshushinak lui succède.